# Listy do Julii
Listy do Julii (ang.: Letters To Juliet, 2010) – amerykańska komedia romantyczna w reżyserii Gary’ego Winicka.
Według danych z czerwca 2010 roku wpływy ze sprzedanych biletów osiągnęły 43 mln dolarów amerykańskich. Zdjęcia kręcono w Nowym Jorku, Weronie i Sienie.

## Obsada
- Amanda Seyfried jako Sophie
- Gael García Bernal jako Victor
- Christopher Egan jako Charlie Wyman
- Vanessa Redgrave jako Claire
- Franco Nero jako Lorenzo
- Luisa Ranieri jako Isabella
- Daniel Baldock jako Lorenzo
- Lidia Biondi jako Donatella
- Ashley Lilley jako Patricia
- Milena Vukotic jako Maria
- Marina Massironi jako Francesca
- Adriano Guerri jako Kelner Lorenzo

## Nagrody i nominacje
Nagroda Satelita 2010
- Najlepsza aktorka drugoplanowa – Vanessa Redgrave (nominacja)[3]